# Les Velluire-sur-Vendée
Les Velluire-sur-Vendée es una comuna nueva francesa situada en el departamento de Vandea, de la región de Países del Loira.

## Historia
Fue creada el 1 de enero de 2019, en aplicación de una resolución del prefecto de Vandea de 17 de agosto de 2018 con la unión de las comunas de Le Poiré-sur-Velluire y Velluire, pasando a estar el ayuntamiento en la antigua comuna de Le Poiré-sur-Velluire.

## Demografía
Según los datos aportados en la resolución del prefecto de Vandea, la comuna se crea con 1363 habitantes.

## Composición
| Comuna fusionada      | Código INSEE | Población (2016) | Superficie (km²) | Densidad (hab./km²) |
| --------------------- | ------------ | ---------------- | ---------------- | ------------------- |
| Le Poiré-sur-Velluire | 85177        | 660              | 17.02            | 39                  |
| Velluire              | 85299        | 715              | 9.58             | 75                  |